# Nationalbibliothek Thailands
Die Nationalbibliothek Thailands (Thai: หอสมุดแห่งชาติ, Aussprache: hɔ̌ː.sà.mùt.hɛ̀ŋ.tɕʰâːt) ist die Nationalbibliothek von Thailand in Bangkok. Die zuständige Regierungsstelle ist das Fine Arts Department des Ministeriums für Kultur.

## Geschichte
Bis zum Ende des 19. Jahrhunderts war das Konzept einer Bibliothek, also ein Aufbewahrungsort für Bücher, neu für das siamesische Königreich. Es gab zwar sowohl im Königspalast und in königlichen Tempeln (Wat) Sammlungen von Manuskripten, als auch Sammlungen von Büchern, die in anderen Tempeln des Königreiches im so genannten Hor Trai aufbewahrt wurden. Diese Sammlungen bestanden allerdings nur aus bestimmten Werken religiöser Natur, die aus Palmblatt-Manuskripten (เครื่องสานใบลาน – Krueang San Bai Lan) oder aus so genannten Samut-Khoi-Mauskripten bestanden – สมุดข่อย „Büchern“ aus Papier, das aus der Khoi-Pflanze (Streblus asper) hergestellt wird.
Durch vermehrte Kontakte des Königshauses mit dem Westen kam das Bedürfnis nach der „Optimierung und Vermehrung“ (improvement and increase) von Wissen auf. So wurde die erste Bibliothek Thailands Anfang der 1880er Jahre zunächst als eine Art Klub für die thailändische Aristokratie gegründet. Sie wurde Vajirañāna-Bibliothek (หอพระสมุดวชิรญาณ – Ho Phra Samut Wachirayan) genannt; unter diesem Namen war Prinz Mongkut zum Mönch ordiniert worden, bevor er König wurde.
Anlässlich der Feierlichkeiten zum 100. Geburtstags von König Mongkut verfügte sein Sohn König Chulalongkorn am 12. Oktober 1905, dass die drei bis dato existierenden königlichen Sammlungen der Vajirayana, der Mandira Dhamma (หอพระมณเฑียรธรรม – Ho Phra Monthian Tham) und der Buddhasasana Sangaha Library (หอพุทธสาสนสังคหะ – Ho Phuttha Satsana Sangkhaha) zusammenzuschließen und als Bibliothek für die Hauptstadt (หอสมุดสำหรับพระนคร – Ho Samut Samrab Phra Nakhon) im Erdgeschoss der Thonhalle Chakri Maha Prasat des Großen Palastes in Bangkok der Öffentlichkeit zugänglich zu machen seien. Gleichzeitig wurde als Oberbibliothekar der deutsche Sprachwissenschaftler und Pali-Experte Oskar Frankfurter berufen.
Die „Mandira-Dhamma-Sammlung“ war 1793 von König Phra Phutthayotfa Chulalok (Rama I.) initiiert worden, sie enthielt die erste Königliche Ausgabe des Pali-Kanon (Tipitaka) nach der Neugründung Siams. Später kamen weitere Editionen, wie eine der Mon und eine singhalesische dazu. Die Buddhasasana-Sangaha-Sammlung war im Jahr 1900 von Chulalongkorn selber ins Leben gerufen worden, der Bücher über den Buddhismus zentral zusammentragen wollte. Sie enthielt verschiedene Bücher in Khom-Schrift (einem alten Khmer-Alphabet), buddhistische Kommentare, Grammatiken der Pali-Sprache, Jatakas in verschiedenen Versformen, buddhistische Abhandlungen in Lao, Mon, Singhalesisch, Japanisch, Sanskrit und in lateinischer Schrift sowie Stein-Inschriften mit Bezug zum Buddhismus.
Später wurde die Bibliothek für die Hauptstadt in das „Eintracht-Gebäude“ (ศาลาสหทัยสมาคม – Sala Sahathai Samakhom) des Großen Palastes verlegt und im Jahr 1916 auf Veranlassung von König Vajiravudh in das so genannte Thawon-Watthu-Gebäude (ตึกถาวรวัตถุ) am Sanam Luang. Der Präsident des Verwaltungsrates wurde Prinz Damrong Rajanubhab berufen.

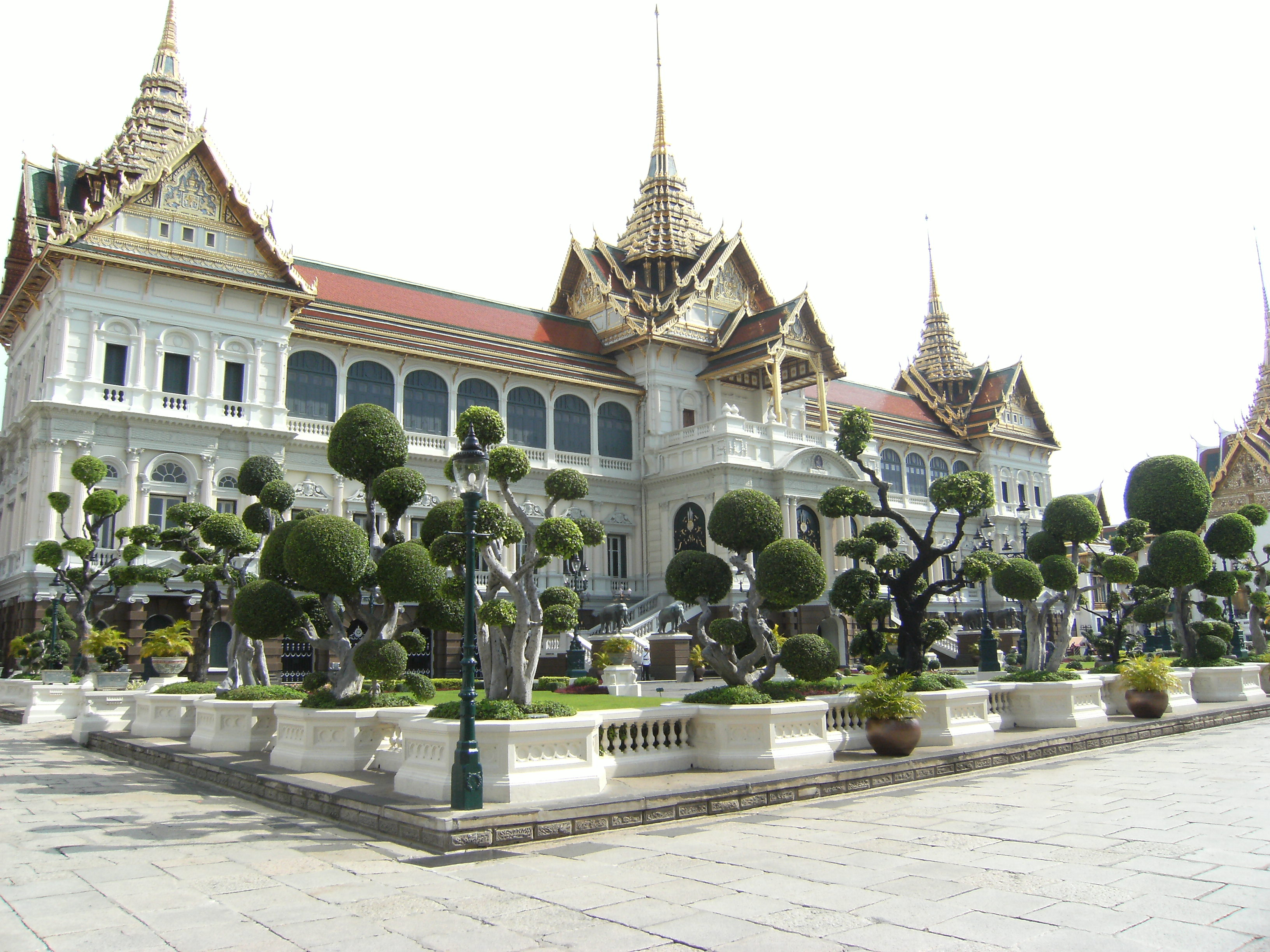
Chakri Maha Prasat
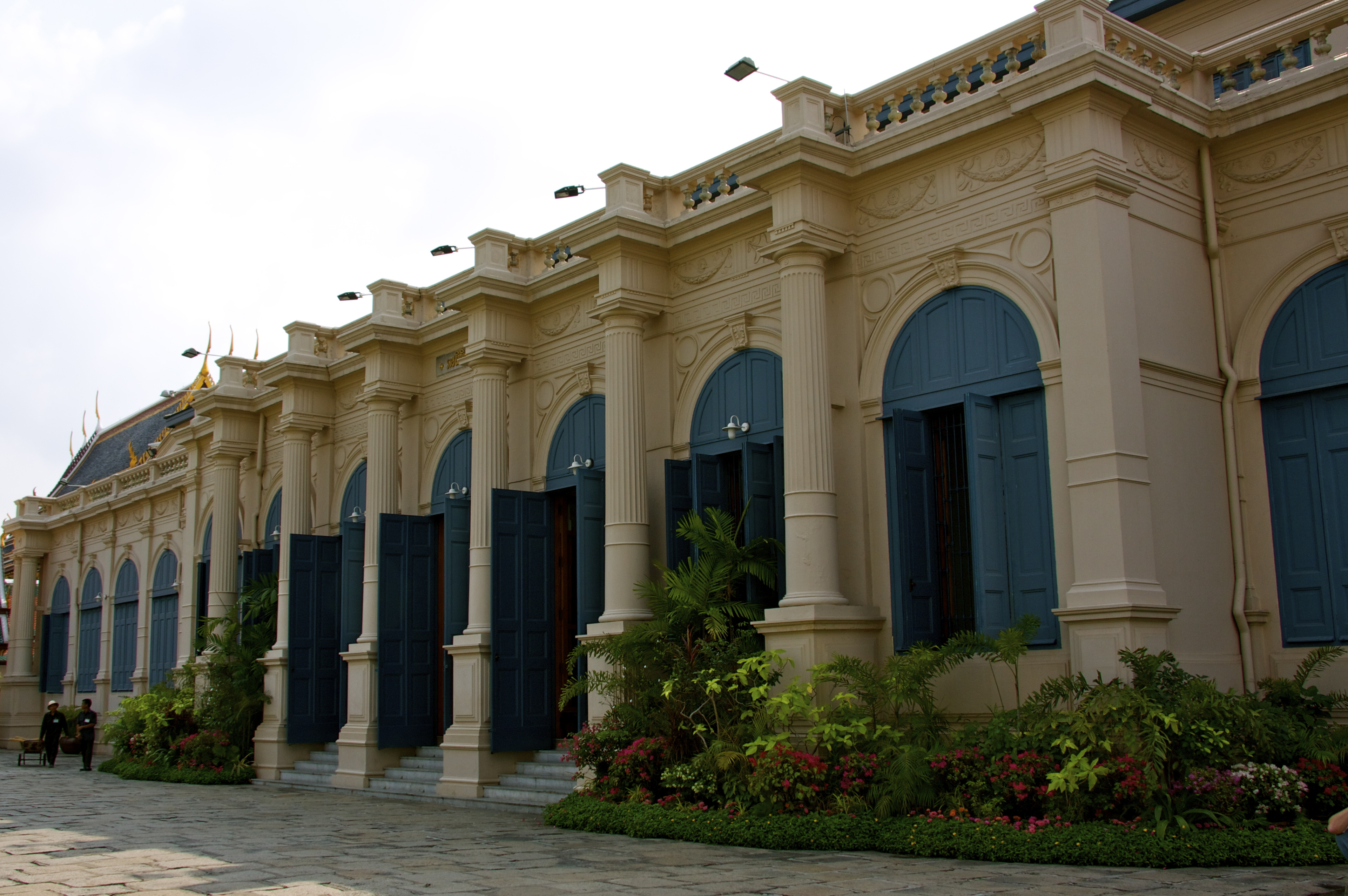
Sala Sahathai Samakhom
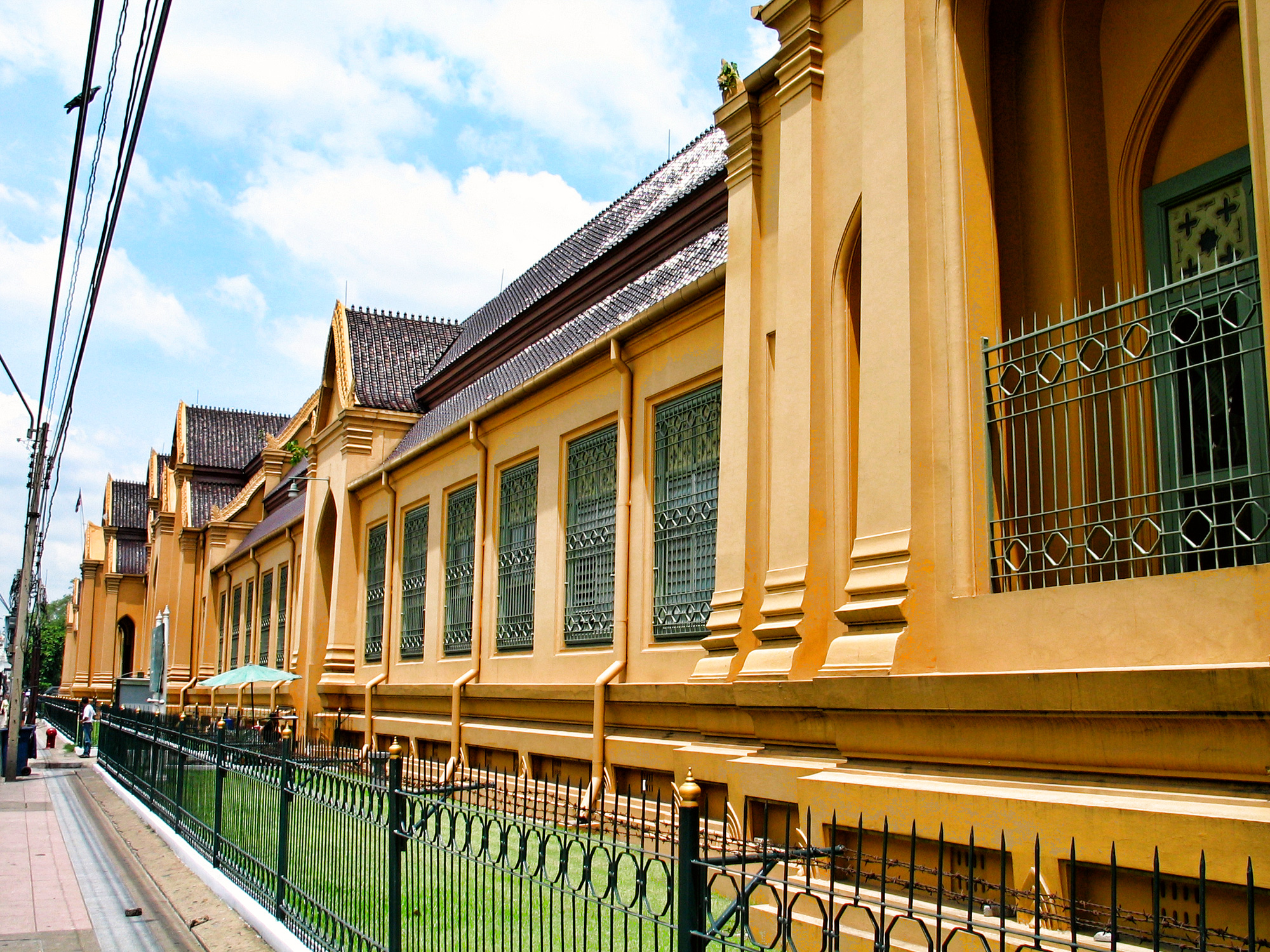
Thawon-Watthu-Gebäude am Sanam Luang

Die Hauptstadt-Bibliothek wurde später auf Englisch „Wachirayan National Library of Siam“ genannt. Mit dem Ende der absoluten Monarchie wurde am 3. Mai 1932 der Name der Bibliothek in den heutigen Namen (หอสมุดแห่งชาติ – Ho Samut Haeng Chat) geändert. Im Jahr 1947 wurde hinter dem Thawon-Watthu-Gebäude ein weiteres Gebäude errichtet, welches den Nachlass von Prinzen Damrong beherbergen sollte. Dieser bestand aus einer Sammlung von seltenen Büchern und persönlichen Objekten des Prinzen. Diese Sammlung wurde „Damrong Rajanubhab Library“ genannt. Sie befindet sich heute im Varadis-Palast, der ehemaligen Residenz von Prinz Damrong.
1962 entschied die thailändische Regierung, dass die Bibliothek ein neues Gebäude benötigt. Dafür wurde das Gelände an der Thanon Samsen (Samsen-Straße), direkt neben dem königlichen Landungssteg Wasukri vorgesehen, von dem aus die traditionellen Barkenprozessionen ihren Anfang nehmen. Das neue Gebäude in thailändischem Baustil wurde am 5. Mai 1966 offiziell eröffnet. 2007 wurde ein Erweiterungsgebäude geplant, welches sich direkt hinter der bisherigen Bibliothek befindet. Baubeginn war gegen Ende 2008.

## Oberbibliothekare
- 1905–1917 Oskar Frankfurter (1852–1922)
- 1917–1929 George Coedès (1886–1969)

## Zweigstellen
Nach und nach wurden die folgenden 17 Zweigstellen in den verschiedenen Provinzen eröffnet:
- In Zentralthailand:

1. In Buri National Library Branch, Provinz Sing Buri (1972)
2. Ratchamangkhalaphisek National Library Branch, Provinz Kanchanaburi (1997)
3. Suphanburi National Library Branch (Provinz Suphan Buri, 1998)
4. Lat Krabang Chaloerm Prakiat National Library Branch, Lat Krabang, Bangkok (1990)

- In Nordthailand:

1. Lamphun National Library Branch (Provinz Lamphun, 1978)
2. Ratchamangkhalaphisek National Library Branch, Provinz Chiang Mai (1989)

- In der Nordostregion:

1. Prakhon Chai National Library Branch, Provinz Buri Ram (1985)
2. King Rama IX National Library Branch, Provinz Nakhon Ratchasima (1987)
3. Queen Sirikit National Library Branch, Provinz Nakhon Phanom (1994)

- In der Ostregion:

1. Chon Buri National Library Branch (Provinz Chon Buri, 1983)
2. Ratchamangkhalaphisek National Library Branch, Provinz Chanthaburi (1990)

- In Südthailand:

1. Wat Charoen Samanakit National Library Branch, Provinz Phuket (1993)
2. Nakhon Si Thammarat National Library Branch (Provinz Nakhon Si Thammarat, 1978)
3. Wat Donrak National Library Branch, Provinz Songkhla (1982)
4. Kanchanaphisek National Library Branch, Provinz Songkhla (1997)
5. Queen Sirikit National Library Branch, Provinz Songkhla (1999)
6. Queen Sirigit National Library Branch, Provinz Trang (1999)

## Funktion
Die Nationalbibliothek soll:
1. Materialien des nationalen intellektuellen und kulturellen Erbes in der Form von Stein-Inschriften, Manuskripten, traditionellen Büchern, Palmblatt-Manuskripten, gedruckten Publikationen und audio-visuellen und elektronischen Medien über Thailand aus dem In- und Ausland erwerben, kategorisieren, analysieren, erhalten und aufbewahren,
2. Bibliotheks-Dienstleistungen und Verwaltung erforschen und weiterentwickeln,
3. die oben unter 1. erwähnten Materialien im gesamten Land der Öffentlichkeit zugänglich zu machen,
4. ein nationales Informations-System und interbibliothekare Zusammenarbeit computergestützt überwachen,
5. Kataloge nach dem ISBN- und ISSN-System vorbereiten und standardisieren,
6. die vollständige Sammlung einheimischer Materialien sowie Materialien in Bezug auf Thailand verwalten und erhalten,
7. die angeschlossenen Bibliotheken und Informationszentren beraten.

## Bestand
Im April 2008 verfügten die Sammlungen der Nationalbibliothek über die folgenden Materialien:
- Allgemeine Sammlung:
  - 2.903.175 Monographien
  - 0.067.163 Periodika
  - 0.020.439 Zeitungen
  - 0.150.614 „seltene Bücher“
  - 0.389.294 Manuskripte
  - 0.098.554 Nichtbuchmaterialien
  - 0.000.487 Microfilme
- Digitale Sammlung:
  - 027 Inschriften
  - 341 traditionelle Thai-Bücher (Samut Khoi)
  - 049 Palmblattmanuskripte
  - 708 „seltene Bücher“
- Audio-visuelle Sammlung:
  - 00.337 Video-Bänder
  - 02.734 Musik-Kassetten, CDs usw.
  - 23.879 Musik-Noten
  - 02.105 Fotos, Bilder